# 泰勒·霍金斯
奥利弗·泰勒·霍金斯（英語：Oliver Taylor Hawkins，1972年2月17日—2022年3月25日）是一位美国音乐家，最著名的是摇滚樂队噴火戰機樂隊的鼓手，他在1999年至2021年期间与樂隊一起录制了九张录音室专辑。在1997年加入乐队之前，他是Sass Jordan和艾拉妮絲·莫莉塞特的巡回鼓手，以及前衛实验音樂乐队Sylvia的鼓手。
2004 年，霍金斯组建了自己的副项目Taylor Hawkins 和 Coattail Riders ，他在其中打鼓和唱歌，在2006年至2019年间发行了三张录音室专辑。 2020年，他與樂隊Jane's Addiction的成员Dave Navarro和Chris Chaney组成了超级组合NHC，他担任了組合中的主唱和鼓手。 乐队的唯一一张专辑将于2022年发行。 
2021年，霍金斯以噴火戰機樂隊的成员的身分入选摇滚名人堂。 2005年，他被英国鼓乐杂志《Rhythm》评为“最佳摇滚鼓手”。他于2022年3月25日在哥伦比亚波哥大去世，享年50岁。